# Gornja Trnava (Topola)
Gornja Trnava (em cirílico: Горња Трнава) é uma vila da Sérvia localizada no município de Topola, pertencente ao distrito de Šumadija, na região de Šumadija. A sua população era de 1531 habitantes segundo o censo de 2011.

## Demografia
| 1948 | 1953 | 1961 | 1971 | 1981 | 1991 | 2002 | 2011 |
| ---- | ---- | ---- | ---- | ---- | ---- | ---- | ---- |
| 2533 | 2571 | 2492 | 2233 | 2178 | 1979 | 1736 | 1531 |